# Parada del Sil
Parada del Sil (en gallego y oficialmente, Parada de Sil) es un municipio español de la provincia de Orense en Galicia, perteneciente a la comarca de Tierra de Caldelas. Tiene una superficie de 62,4 km² y en el 2012 tenía 648 habitantes.

## Escudo
El escudo del municipio fue propuesto por Francisco Ogando Vázquez y Fernando González Suárez en marzo de 1988, y aprobado por la Junta de Galicia por el decreto 563/1990 del 20 de diciembre.
El primero y cuarto cuartel hacen referencia a las nueve mitras de oro (cinco y cuatro respectivamente), sobre fondo sinople. El segundo cuartel lleva las armas de los Castro, condes de Lemos: seis roeles azules sobre campo de plata. El tercer cuartel lleva una palma de oro bajo una corona real del mismo color, en campo de gules. Al timbre, corona real cerrada.

## Historia
En el año 1518 el cenobio de Santa Cristina se convierte en priorato del monasterio de San Esteban de Ribas del Sil, pasando a depender de este, Parada del Sil, capital del ayuntamiento, ocupó un lugar importante dentro de esta vinculación.
Durante el antiguo régimen se denominó Chandrexa de Sacardebois o Sacardebois al ayuntamiento, hasta que tras la división de Galicia en cuatro provincias en la primera mitad del siglo XIX, pasó a pertenecer a la provincia de Orense, cambiando su nombre por el actual.

## Geografía humana

### Demografía
Cuenta con una población de 522 habitantes (INE 2024).
| Gráfica de evolución demográfica de Parada de Sil entre 1842 y 2021 |
| |
| Población de derecho según los censos de población del INE Población de hecho según los censos de población del INEEn estos censos se denominaba Parada del Sil: 1857, 1860, 1877, 1887, 1897, 1900, 1910, 1920, 1930, 1940, 1950, 1960, 1970 y 1981 |

### Organización territorial
El municipio está formado por cuarenta y seis entidades de población distribuidas en nueve parroquias:
- Barjacoba[7] (San Lorenzo [6][9]
- Cagide[7] (Santa Cristina)[6][10]
- Chandreja[7]
- Edrada[7] (Santiago)[6][11][12]
- Forcas (San Mamed)[6][13]
- Parada del Sil[7] (Santa Marina)[6][3]
- Paradellas[7] (Santa María)[6][3][12]
- Pradomao (San Julián)[6][14]
- Sacardebois (San Martín)[6][15]

## Patrimonio

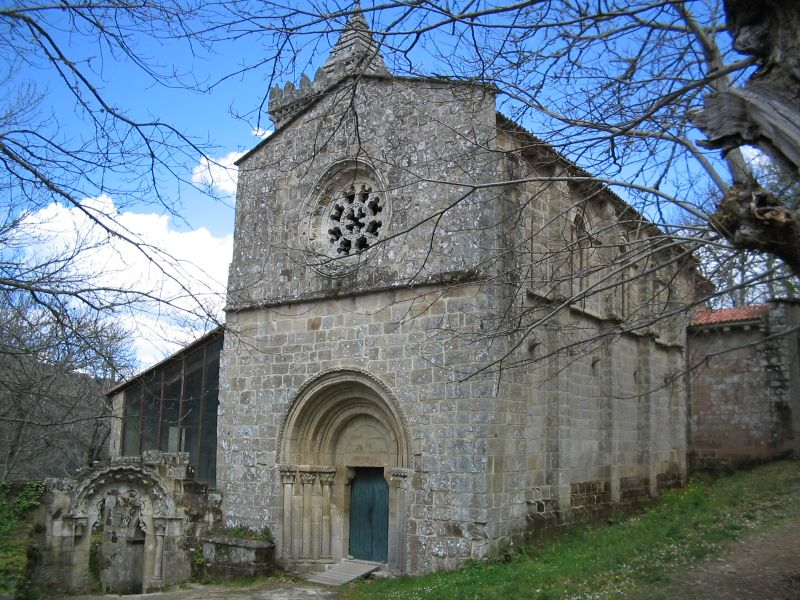
Iglesia románica del monasterio de Santa Cristina.

En el municipio destaca el Monasterio de Santa Cristina (Ribas de Sil).
En la parroquia de San Lorenzo de Barjacoba se encuentra el conjunto de la capilla y necrópolis de San Víctor de Barjacoba.
Hay petos de ánimas en Cimadevila, Couto y Teimende. El crucero de Forcas está asentado sobre una roca que hace la función de base. En la parroquia de Forcas se conserva sobre el río Mao el puente románico de Canceliñas, que cuenta con marcas de cantero.
El municipio cuenta con la ruta de senderismo homologada PR-G 98, "Cañón del Sil - Santa Cristina". Es una ruta circular de 18 km con principio y fin en la plaza del Barquillero, en la capital del municipio. Discurre en su mayor parte por los caminos de carro y sendas antiguas para cultivar las pendientes de viñedos. En el recorrido se ven hornos, hórreos y molinos, además del monasterio románico de Santa Cristina de Ribas de Sil.

## Corporación municipal
| Resultado elecciones municipales del 25 de mayo de 2015 en Parada de Sil |       |            |            |
| Nombre                                                                   | Votos | Porcentaje | Concejales |
| Partido dos Socialistas de Galicia                                       | 339   | 73.54%     | 6          |
| Partido Popular de Galicia                                               | 59    | 12.80%     | 1          |